# Stanisław Mazur (1925–2017)
Stanisław Mazur (ur. 26 kwietnia 1925 w Biłgoraju, zm. 16 marca 2017) – polski żołnierz podziemia niepodległościowego w czasie II wojny światowej oraz powojenny działacz kombatancki.

## Życiorys
W październiku 1942 został wprowadzony w szeregi Armii Krajowej przez Ryszarda Radeja, ps. "Waligóra". Początkowo był łącznikiem między Komendą Obwodową i innymi jednostkami w terenie dostarczając pocztę między innymi do rejonów AK w Krzeszowie, Frampolu, Tarnogrodzie oraz meldunki i leki ze szpitala w Biłgoraju. Z czasem pracę łącznika zaczął łączyć z działalnością wywiadowczą. 24 września 1943 brał udział w akcji odbicia więźniów z więzienia w Biłgoraju. W sierpniu 1944 został aresztowany przez NKWD, ale zdołał zbiec. 29 listopada 1944 został aresztowany przez funkcjonariuszy UB, a następnie 28 stycznia 1945 uwolniony przez oddział Konrada Bartoszewskiego ps. "Wir". 
Po zakończeniu działań wojennych odbył służbę wojskową w Samodzielnym Pułku Łączności w Zgierzu, a następnie w Centralnych Warsztatach Łączności w Pruszkowie. Po powrocie do rodzinnego Biłgoraja podjął pracę w elektrowni miejskiej, przechodząc na emeryturę w 1982. W 1999 został członkiem Światowego Związku Żołnierzy Armii Krajowej, zaś od 2003 piastował funkcję prezesa Koła Rejonowego ŚZŻAK w Biłgoraju. W 2015 został mianowany majorem.

## Wybrane odznaczenia
- Krzyż Kawalerski Orderu Odrodzenia Polski[2],
- Brązowy Krzyż Zasługi[2],
- Krzyż Partyzancki[2],
- Krzyż Armii Krajowej[2],
- Medal Zwycięstwa i Wolności[2]